# Уједињено Краљевство на Светском првенству у атлетици у дворани 2012.
Уједињено Краљевство је учествовала на Светском првенству у атлетици у дворани 2012. одржаном у Истанбулу од 9. до 11. марта четрнаести пут, односно на свим првенствима до данас. Репрезентацију Уједињеног Краљевства представљало је 30 такмичара (15 мушкарца и 15 жена), који су се такмичили у 12 дисциплина (9 мушких и 10 женских).
На овом првенству Уједињено Краљевство је по броју освојених медаља заузела 2. место са освојених девет медаља ( 2 златне, три сребрне и пет бронзане). У табели успешности (према броју и пласману такмичара који су учествовали у финалним такмичењима (првих 8 такмичара)) Уједињено Краљевство је са 15 учесника у финалу заузела 3. место са 84 бода. Поред тога оборена су три национална рекорда, пет лична рекорда, остварен је један светски резултат сезоне, два национална резултата сезоне и два лична резултата сезоне.

## Учесници
| Мушкарци: - Двејн Чемберс — 60 м - Ричард Бак — 400 м, 4 х 400 м - Најџел Левин — 400 м, 4 х 400 м - Ендру Осаги — 800 м - Џо Томас — 800 м - Lewis Moses — 1.500 м - Џејмс Бревер — 1.500 м - Мохамед Фара — 3.000 м - Andrew Pozzi — 60 м препоне - Конрад Вилијамс — 4 х 400 м - Лук Ленон-Форд — 4 х 400 м - Мајкл Бингам — 4 х 400 м - Роберт Грабарз — Скок увис - Самсон Они — Скок увис - Стивен Луис — Скок мотком | Жене: - Аша Филип — 60 м - Џоди Вилијамс — 60 м - Шана Кокс — 400 м, 4 х 400 м - Надин Окиере — 400 м, 4 х 400 м - Мерилин Окоро — 800 м - Хелен Клитеро — 3.000 м - Тифани Портер — 60 м препоне - Никола Сандерс — 4 х 400 м - Кристин Охуруогу — 4 х 400 м - Пери Шејкс Дрејтон — 4 х 400 м - Холи Блесдејл — Скок мотком - Katie Byres — Скок мотком - Шара Проктор — Скок удаљ - Јамиле Алдама — Троскок - Џесика Енис Хил — Петобој |  |

## Освајачи медаља (9)

### Злато (2)
- Јамиле Алдама — Троскок
- Шана Кокс, Никола Сандерс 
 Кристин Охуруогу, Пери Шејкс Дрејтон — 4 х 400 м

### Сребро (3)
- Тифани Портер — 60 м препоне
- Џесика Енис — Петобој
- Конрад Вилијамс, Лук Ленон-Форд, 
 Мајкл Бингам, Ричард Бак, Најџел Левин — 4 х 400 м

### Бронза (4)
- Двејн Чемберс — 60 м
- Ендру Осаги — 800 м
- Холи Блесдејл — Скок мотком
- Сара Проктор — Скок удаљ

## Резултати

### Мушкарци
| Атлетичар       | Дисциплина   | Лични рекорд | Квалификације   | Квалификације | Полуфинале           | Полуфинале | Финале                | Финале      | Детаљи |
| Атлетичар       | Дисциплина   | Лични рекорд | Резултат        | Место         | Резултат             | Место      | Резултат              | Место       | Детаљи |
| --------------- | ------------ | ------------ | --------------- | ------------- | -------------------- | ---------- | --------------------- | ----------- | ------ |
| Двејн Чемберс   | 60 м         | 6,42 НР      | 6,65 КВ         | 1. у гр. 8    | 6,62 КВ              | 1. у гр. 2 | 6,60                  |             |        |
| Ричард Бак      | 400 м        | 45,88        | 47,05 КВ        | 2. у гр. 5    | 46,68                | 3. у гр. 2 | Нису се квалификовали | 8 / 31 (32) |        |
| Најџел Левин    | 400 м        | 45,71        | 47,56 КВ        | 1. у гр. 3    | 46,68                | 3. у гр. 3 | Нису се квалификовали | 7 / 31 (32) |        |
| Ендру Осаги     | 800 м        | 45,88        | 1:49,73 кв      | 3. у гр. 2    | 1:48,13 КВ           | 2. у гр. 1 | 1:48,92               |             |        |
| Џо Томас        | 800 м        | 45,71        | 1:49,73 КВ      | 1. у гр. 4    | 1:49,12              | 5. у гр. 3 | Нису се квалификовали | 11 / 32     |        |
| Lewis Moses     | 1.500 м      | 3:39,72      | 3:44,28         | 9. у гр. 1    |                      |            | Нису се квалификовали | 20 / 23     |        |
| Џејмс Бревер    | 1.500 м      | 3:39,72      | 3:44,28         | 8. у гр. 1    | 20 / 23              |            | Нису се квалификовали |             |        |
| Мохамед Фара    | 3.000 м      | 7:34,47 НР   | 7:57,59 КВ      | 2. у гр. 2    | 7:41,79              | 4 / 21     |                       |             |        |
| Andrew Pozzi    | 60 м препоне |              | 7,61 КВ, ЛР     | 1. у гр. 3    | 7,56 КВ, ЛР          | 2. у гр. 2 | 7,58                  | 4 / 29 (32) |        |
| Конрад Вилијамс | 4 х 400 м    | 3:03,20 НР   | 3:07,45 КВ, НРС | 2. у гр. 1    |                      |            | 3:04,72 НРС           |             |        |
| Најџел Левин²   | 4 х 400 м    | 3:03,20 НР   | 3:07,45 КВ, НРС | 2. у гр. 1    |                      |            | 3:04,72 НРС           |             |        |
| Мајкл Бингам    | 4 х 400 м    | 3:03,20 НР   | 3:07,45 КВ, НРС | 2. у гр. 1    |                      |            | 3:04,72 НРС           |             |        |
| Ричард Бак²     | 4 х 400 м    | 3:03,20 НР   | 3:07,45 КВ, НРС | 2. у гр. 1    |                      |            | 3:04,72 НРС           |             |        |
| Лук Ленон-Форд* | 4 х 400 м    | 3:03,20 НР   | 3:07,45 КВ, НРС | 2. у гр. 1    |                      |            | 3:04,72 НРС           |             |        |
| Роберт Грабарз  | Скок увис    | 2,34         | 2,29 кв         | 6.            | 2,31                 | 6 / 19     |                       |             |        |
| Самсон Они      | Скок увис    | 2,31         | 2,22            | 15.           | Није се квалификовао | 15 / 19    |                       |             |        |
| Стивен Луис     | Скок мотком  | 5,77         |                 |               |                      |            | 5,70                  | 6 / 10      |        |

- Звездицом је обележен такмичар који је учествовао у предтакмичењу, а није трчао у финалу.
- Бројем су обележени такмичари који су учествовали и у појединачним дисциплинама.

### Жене
| Атлетичарка        | Дисциплина   | Лични рекорд | Квалификације | Квалификације | Полуфинале | Полуфинале  | Финале                | Финале       | Детаљи |
| Атлетичарка        | Дисциплина   | Лични рекорд | Резултат      | Место         | Резултат   | Место       | Резултат              | Место        | Детаљи |
| ------------------ | ------------ | ------------ | ------------- | ------------- | ---------- | ----------- | --------------------- | ------------ | ------ |
| Аша Филип          | 60 м         | 7,19         | 7,37 кв       | 3. у гр. 1    | 7,24       | 4. у гр. 1  | Нису се квалификовале | 9 / 62 (64)  |        |
| Џоди Вилијамс      | 60 м         | 7,21         | 7,40 кв       | 3. у гр. 8    | 7,32       | 6. у гр. 3  | Нису се квалификовале | 16 / 62 (64) |        |
| Шана Кокс          | 400 м        |              | 53,24 КВ      | 1. у гр. 6    | 52,69 КВ   | 1. у гр. 2  | 52,13 ЛР              | 5 / 30 (32)  |        |
| Надин Окиере       | 400 м        | 53,01        | 53,56 КВ      | 2. у гр. 3    | 53,66      | 4. у гр. 3  | Нису се квалификовале | 11 / 30 (32) |        |
| Мерилин Окоро      | 800 м        | 1:59,27      | 2:04,06       | 4. у гр. 2    |            |             | Нису се квалификовале | 13 / 16 (18) |        |
| Хелен Клитеро      | 3.000 м      | 8:39,81      | 9:02,27 кв    | 4. у гр. 2    | 8:59,04    | 7 / 20 (21) |                       |              |        |
| Тифани Портер      | 60 м препоне | 7,80 НР      | 8,00 КВ       | 1. у гр. 3    | 8,03 КВ    | 2. у гр. 2  | 7,94                  |              |        |
| Шана Кокс²         | 4 х 400 м    | 3:28,69 НР   |               |               |            |             | 3:28,76 СРС           |              |        |
| Никола Сандерс     | 4 х 400 м    | 3:28,69 НР   |               |               |            |             | 3:28,76 СРС           |              |        |
| Кристин Охуруогу   | 4 х 400 м    | 3:28,69 НР   |               |               |            |             | 3:28,76 СРС           |              |        |
| Пери Шејкс Дрејтон | 4 х 400 м    | 3:28,69 НР   |               |               |            |             | 3:28,76 СРС           |              |        |
| Холи Блесдејл      | Скок мотком  | 4,87 НР      | 4,70          |               |            |             |                       |              |        |
| Katie Byres        | Скок мотком  | 4,52         | без пласмана  | без пласмана  |            |             |                       |              |        |
| Шара Проктор       | Скок удаљ    | 6,80 НР      | 6,86 КВ, НР   | 2.            |            |             | 6,89 КВ, НР           |              |        |
| Јамиле Алдама      | Троскок      | 14,90        | 14,62 КВ, ЛРС | 1. у гр. A    | 14,82 ЛРС  |             |                       |              |        |

- Такмичарка обележена бројем учествовала је и у појединачним дисциплинама.

Петобој
| Дисциплина   | Џесика Енис Хил | Џесика Енис Хил | Џесика Енис Хил | Џесика Енис Хил | Џесика Енис Хил | Џесика Енис Хил |
| Дисциплина   | Лич. рек.       | Резултат        | Бод.            | Плас.           | Укупно          | Плас.           |
| ------------ | --------------- | --------------- | --------------- | --------------- | --------------- | --------------- |
| 60 м препоне | 7,87            | 7,91            | 1.150           | 1               |                 |                 |
| Скок увис    | 1,94            | 1,87            | 1.067           | 3               | 2.217           | 1.              |
| Бацање кугле | 14,01           | 14,79 ЛР        | 847             | 4               | 3.064           | 2.              |
| Скок удаљ    | 6,44            | 6,19            | 908             | 6               | 3.972           | 3.              |
| 800 м        | 2:12,55         | 2:08,09 ЛР      | 993             | 1               |                 |                 |
| Петобој      | 4.937 НР        |                 |                 |                 | 4.965 НР        |                 |